# Coon Chicken Inn
Coon Chicken Inn foi uma rede estadunidense de quatro restaurantes, fundada por Maxon Lester Graham e Adelaide Burt em 1925, que prosperou até o fim dos anos 1950.  A rede de restaurantes foi popular em seu tempo. O nome do restaurante (que usa um estigma étnico), marcas registradas, e entradas dos restaurantes foram desenhados para parecer com uma caricatura blackface sorridente de um porteiro Afro-Americano.  A cabeça do porteiro sorridente também aparecia em menus, pratos e itens promocionais. Devido a mudanças na cultura popular e a consideração geral de ser racialmente ofensivo, a rede foi desde então descontinuada e agora está extinta.
O primeiro Coon Chicken Inn foi aberto cidade suburbana de Salt Lake, em Utah, em 1925. Em 1929, outro restaurante foi aberto na então suburbana Lake City próxima a Seattle, Washington, e um terceiro foi aberto no Distrito de Hollywood de Portland, Oregon, em 1931. Uma quarta localização foi propagandeada, mas nunca aberta, em Spokane, Washington. Posteriormente, um cabaré, uma orquestra, e catering foram adicionados aos restaurantes de Seattle e Salt Lake.

## References
1. ↑  Coon Chicken Inn | The Black Past: Remembered and Reclaimed
2. ↑  Seattle Civil Rights & Labor History Project - The Coon Chicken Inn: North Seattle's Beacon of Bigotry
3. ↑  «Ferris State University: Jim Crow Museum of Racist Memorabilia». Consultado em 25 de maio de 2015. Arquivado do original em 24 de setembro de 2015